# Lincoln (Maine)
Lincoln és una població dels Estats Units a l'estat de Maine (EUA). Segons el cens del 2000 tenia 5.221 habitants.

## Demografia
Segons el cens del 2000, Lincoln tenia 5.221 habitants, 2.108 habitatges, i 1.475 famílies. La densitat de població era de 29,7 habitants/km².
Dels 2.108 habitatges en un 31,5% hi vivien nens de menys de 18 anys, en un 57,2% hi vivien parelles casades, en un 9,7% dones solteres, i en un 30% no eren unitats familiars. En el 24,2% dels habitatges hi vivien persones soles el 12,8% de les quals corresponia a persones de 65 anys o més que vivien soles. El nombre mitjà de persones vivint en cada habitatge era de 2,44 i el nombre mitjà de persones que vivien en cada família era de 2,87.
Per edats la població es repartia de la següent manera: un 24,3% tenia menys de 18 anys, un 7,3% entre 18 i 24, un 26,3% entre 25 i 44, un 24,9% de 45 a 60 i un 17,3% 65 anys o més.
L'edat mediana era de 40 anys. Per cada 100 dones de 18 o més anys hi havia 89 homes.
La renda mediana per habitatge era de 30.823 $ i la renda mediana per família de 35.295 $. Els homes tenien una renda mediana de 33.179 $ mentre que les dones 21.286 $. La renda per capita de la població era de 14.730 $. Entorn del 13,6% de les famílies i el 17% de la població estaven per davall del llindar de pobresa.

## Poblacions més properes
El següent diagrama mostra les poblacions més properes.